# Humaria stromella
Humaria stromella är en svampart som beskrevs av Cooke & W. Phillips 1891. Humaria stromella ingår i släktet Humaria och familjen Pyronemataceae.   Inga underarter finns listade i Catalogue of Life.